# Eclissi solare del 21 novembre 1938
L'eclissi solare del 21 novembre 1938 è stato un evento astronomico che ha avuto luogo il suddetto giorno attorno alle ore 23.52 UTC. Tale evento ha avuto luogo nell'Asia nord orientale, nell'America settentrionale occidentale e nelle aree circostanti. L'eclissi del 21 novembre 1938 è stata la seconda eclissi solare nel 1938 e la 90ª del XX secolo. La precedente eclissi solare è avvenuta il 29 maggio 1938, la successiva è avvenuta il 19 aprile 1939.
Il giorno della luna nuova (novilunio), la differenza tra le distanze apparenti di luna e sole osservate sulla terra è estremamente piccola. In tale momento, se la luna si trova in prossimità del nodo lunare, cioè uno dei due punti in cui la sua orbita interseca l'eclittica, si verifica un'eclissi solare. Quando vi è assenza di ombra e la penombra raggiunge parte dell'estremità settentrionale o meridionale della terra, si verifica un'eclissi solare parziale, che si verifica quindi presso le regioni polari della Terra.

## Percorso e visibilità
Questa eclissi solare poteva essere vista nella Cina nord-orientale, nella penisola coreana nord orientale, nel Giappone centrale e settentrionale, nella parte orientale dell'Unione Sovietica (ora Russia), nelle Isole Hawaii, nel Territorio di Alaska (ora Alaska) ad eccezione della costa settentrionale, nel Canada occidentale, negli Stati Uniti occidentali. Le regioni a est della linea internazionale del cambio di data hanno registrato l'eclissi solare il 21 novembre mentre ad ovest di tale linea formale l'eclissi risulta essere avvenuta il 22 novembre.

## Eclissi correlate

### Eclissi solari 1935 - 1938
Questa eclissi è un membro di una serie semestrale. Un'eclissi in una serie semestrale di eclissi solari si ripete approssimativamente ogni 177 giorni e 4 ore (un semestre) in nodi alternati dell'orbita della Luna.